# Manasses I van Rethel
Manasses I van Rethel was in de tweede helft van de 10e eeuw de eerste graaf van Rethel. Hij behoorde tot het huis Rethel.

## Levensloop
De afkomst van Manasses is niet duidelijk. Volgens de Annales Hanoniæ was hij de zoon van ene Wouter, hertog van de Elzas, maar vermoedelijk is dit fantasie. Kroniekschrijver Flodoard beweerde dan weer dat hij een neef was van bisschop Artald van Reims. Over deze Artald is bekend dat hij een broer Dudo, heer van Omont, en een neef Bernard, graaf van Porcien, had. Volgens de Europäische Stammtafeln had hij ook een broer Diederik, maar die wordt in geen enkele andere bron vermeld en is dus twijfelachtig. Het is onduidelijk om te preciseren wie Manasses' vader was.
In de tweede helft van de 10e eeuw was hij graaf van Rethel. Zijn naam komt enkele keren voor in contemporaine bronnen: in een oorkonde gedateerd van 26 mei 974 wordt hij genoemd als soldaat en in een brief van Gerbert van Aurillac uit augustus 988. Ook viel hij volgens Richer in 989 een heiligdom van een basiliek ter ere van de Maagd Maria aan, samen met ene Roger. Daarna werd niets meer over hem vermeld.
Hij had een onbekende echtgenote met wie hij een zoon Manasses II (overleden in 1048) kreeg. Die volgde hem op als graaf van Rethel.